# Adesmia retusa
Adesmia retusa es una especie de planta floral del género Adesmia, categorizada en la tribu Dalbergieae, de la familia Fabaceae.

## Distribución
Especie nativa de Argentina y Chile. Crece en el bioma templado.

## Taxonomía
Fue descrita por Griseb. y publicada en Syst. Bemerk.: 31 (1854).